# Alapi à tête noire
Percnostola rufifrons
Espèce
Statut de conservation UICN

 LC  : Préoccupation mineure
L’Alapi à tête noire (Percnostola rufifrons) est une espèce d'oiseaux de la famille des Thamnophilidae.
Son aire s'étend à travers le plateau des Guyanes et le Nord de l'Amazonie.

## Liste des sous-espèces
Selon GBIF (14 février 2023) :
- Percnostola rufifrons jensoni A.P.Capparella, G.H.Rosenberg & Cardiff, 1997
- Percnostola rufifrons minor Pelzeln, 1868
- Percnostola rufifrons rufifrons (Gmelin, 1789)
- Percnostola rufifrons subcristata Hellmayr, 1908

## Systématique
Le nom valide complet (avec auteur) de ce taxon est Percnostola rufifrons (Gmelin, 1789).
L'espèce a été initialement classée dans le genre Turdus sous le protonyme Turdus rufifrons Gmelin, 1789.
Ce taxon porte en français le nom vernaculaire ou normalisé suivant : Alapi à tête noire.
Percnostola rufifrons a pour synonyme :
- Turdus rufifrons Gmelin, 1789